# Pierre Michel (ciclista)
Pierre Michel (Castilly, Francia; 16 de noviembre de 1929 – Caen, Francia; 10 de noviembre de 2023) fue un ciclista francés especialista en ciclismo en pista que participó en los Juegos Olímpicos.

## Carrera

### Equipos
| Periodo   | Equipo                   |
| --------- | ------------------------ |
| 1952-1955 | La Perle-Hutchinson      |
| 1956      | Helyett-Potin-Hutchinson |
| 1956      | Essor-Leroux-Hutchinson  |
| 1957      | Helyett-Potin            |

### Juegos Olímpicos
Representó a Francia en los Juegos Olímpicos de Helsinki 1952 en la modalidad de 4.000 metros persecución por equipos en la que Francia terminó en cuarto lugar al perder la carrera por la medalla de bronce ante Gran Bretaña.

## Logros

### Aficionado
- Maillot des As en 1949.
- Campeón de Normandía en 1949.
- Paris-Ézy en 1950.
- Campeonato de Francia de Ciclismo en Ruta en 1951.
- París-Tours sub-23 en 1952.
- Paris-Fontenailles en 1952.

### Profesional
- Gran Premio de l'Écho d'Alger en 1953.
- Tour du Loiret de 1956.

## Distinciones
- 6° lugar en el Campeonato Mundial de Ciclismo en Ruta de 1952.
- Primera etapa del Tour de Europa en 1954.
- Segunda etapa del Circuit de l'Indre de 1954.
- Tercera etapa del Tour de la Manche de 1955.
- Tercer lugar de la París-Tours de 1954.